# Pinguicula pumila
Pinguicula pumila este o specie de plante carnivore din genul Pinguicula, familia Lentibulariaceae, ordinul Lamiales, descrisă de André Michaux. Conform Catalogue of Life specia Pinguicula pumila nu are subspecii cunoscute.